# John Randall (Musiker)
John Randall (* 1715 in London; † 18. März 1799 in Cambridge) war ein englischer Organist, Musikprofessor und Komponist.

## Leben
Randall war Chorknabe der Chapel Royal unter Bernard Gates. Am 23. Februar 1732 wirkte er bei der Uraufführung des Oratoriums Esther von Georg Friedrich Händel mit. 1743 wurde er Organist am King’s College in Cambridge und ab 1755 Musikprofessor. Im Jahr 1777 wurde er zudem Organist am Trinity College in Cambridge.
Randall war verheiratet, seine Frau starb am 27. April 1792.

## Werke
Von seinen Werken sind lediglich eine Ode und mehrere Hymnen erhalten, die eine deutliche Abhängigkeit von Händels musikalischer Sprache zeigen. Er gilt als einer der Mitkomponisten des Westminsterschlags.

## Veröffentlichungen
- A Collection of Psalm and Hymn Tunes, some of which are new and others by permission of the authors, with six Chants and Te Deums, calculated for the use of congregations in general. Cambridge, 1794[2]
- Darin wahrscheinlich von Randall komponiert: 
  - Cambridge
  - Trinity Church
  - Garden
  - Yelling
  - King’s
  - University